# 日本バプテスト横浜教会

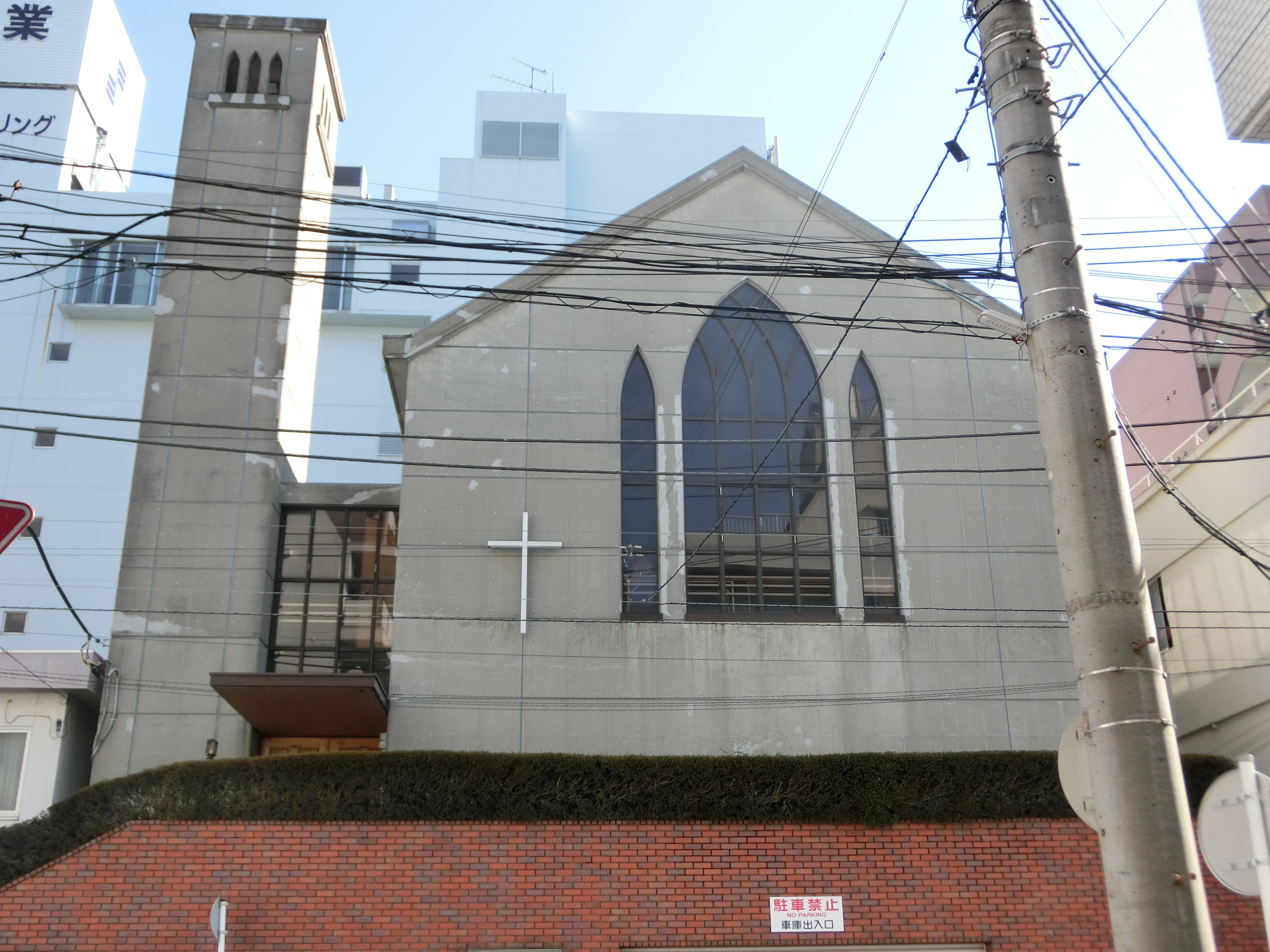
日本バプテスト横浜教会

日本バプテスト横浜教会（にほんバプテストよこはまきょうかい）は、日本で最初のバプテスト教会で、日本で2番目のプロテスタント教会である。

## 略史
1873年2月7日に、米国北部バプテストから派遣されたネイサン・ブラウン、ジョナサン・ゴーブル両宣教師夫妻が横浜に到着し、本格的なバプテスト派の伝道が始められた。同年3月2日にキリシタン禁制の高札撤去にあわせて山手203番で横浜第一浸礼教会を設立し、同月10日頃に山手75番Bに移転した。
1874年同地に最初の教会堂を建設したが、数度の火災に遭い再建を繰り返した。1894年12月22日に献堂した教会堂は、1923年の関東大震災で倒壊するまで用いられた。この震災の際には、現在地の寿町で建設していた鉄筋コンクリートの新教会堂が落成目前であったが、火災により焼失し外郭のみが残った。焼失した新教会堂を応急的に修理をして1923年末から使用し、1928年に本格的な修理を完了した。
1941年、所属していた日本バプテスト基督教団が日本基督教団に合同したことに伴い、名称を日本基督教団横浜教会と改称した。1945年5月29日の横浜大空襲により教会堂が再び焼失し外郭のみが残った。
戦後、1952年に日本基督教団から離脱し、名称を日本バプテスト横浜教会と改めた。二度の災害に遭った教会堂の老朽化が激しく、1981年11月22日に現在の教会堂が献堂された。

## 歴代牧師
- 初代 ネイサン・ブラウン（1873-1886年）
- 2代 アルバート・アーノルド・ベネット(1886-1904)
- 3代 植山寿一郎 (1904-1923)
- 4代 植山 晧 　(1923-1924)
- 5代 時田信夫  (1924-1930)
- 6代 橋本正三  (1930-1938)
- 7代 千葉 勇     (1938-1940)
- 8代 栗谷廣次  (1940-1942)
- 9代 時田信夫（再1942-1966）
- 10代 天野功   (1957-1966)
- 11代 大竹庸悦 (1966-1974)
- 12代 益 巖      (1974-1986)
- 13代 長峰英雄 (1986-1991)
- 14代 天野邦彦 (1991-2005)
- 15代 大矢誉生 (2005-現在)

## 所在地
- 〒231-0026　横浜市中区寿町2-5-8

## 交通アクセス
- JR東日本 根岸線 石川町駅より徒歩7分